# قطعنامه ۲۰۴۹ شورای امنیت
قطعنامهٔ ۲۰۴۹ شورای امنیت سازمان ملل متحد سندی بین‌المللی دربارهٔ تمدید تحریم‌ها علیه ایران است. این قطعنامه طی نشست شورای امنیت سازمان ملل متحد در تاریخ ۷ ژوئن ۲۰۱۲ میلادی با ۱۵ رأی موافق، ۰ مخالف و ۰ ممتنع به تصویب رسید.